# Cytaeis
Cytaeis is een geslacht van neteldieren uit de  familie van de Cytaeididae.

## Soorten
- Cytaeis adherens Bouillon, Boero & Seghers, 1991
- Cytaeis capitata Puce, Arillo, Cerrano, Romagnoli & Bavestrello, 2004
- Cytaeis imperialis Uchida, 1964
- Cytaeis indica (Stechow, 1920)
- Cytaeis nassa (Millard, 1959)
- Cytaeis niotha (Pennycuik, 1959)
- Cytaeis nuda Rees, 1962
- Cytaeis sagamiensis (Hirohito, 1988)
- Cytaeis tetrastyla Eschscholtz, 1829
- Cytaeis uchidae Rees, 1962
- Cytaeis vulgaris Agassiz & Mayer, 1899